# Gartental
Gartental es una colonia agrícola menonita en el departamento uruguayo de Río Negro.

## Ubicación
La colonia se encuentra situada en la zona noroeste del departamento de Río Negro, en las cercanías de la localidad de San Javier; dista unos 65 km de otra colonia menonita, El Ombú. 

## Historia y cultura
Fue fundada en 1951 por refugiados menonitas procedentes de Danzig, Prusia Occidental y Rusia. Recibieron ayuda de menonitas norteamericanos para adquirir las tierras en 648.000 pesos de la época (unos 270.000 dólares).
El nombre alemán significa «valle jardín».
Esta localidad cuenta con su propia institución educativa, la Escuela Alemana Colonia Gartental, que sigue su propio programa curricular moldeado en escuelas de Alemania.

## Economía
Se dedican a la producción agropecuaria: trigo, cebada, avena, remolacha, maíz, etc. También hay una importante producción lechera, que es remitida para ser procesada en la planta de CLALDY en Young.